# Jamides philatus
Jamides philatus is een vlinder uit de familie van de Lycaenidae. De wetenschappelijke naam van de soort is voor het eerst geldig gepubliceerd in 1878 door Pieter Snellen.

## Ondersoorten
- Jamides philatus philatus
- Jamides philatus aegithus (Fruhstorfer, 1916)
- Jamides philatus amphyssina (Staudinger, 1889)
- Jamides philatus arcaseius (Fruhstorfer, 1916)
- Jamides philatus arius (Fruhstorfer, 1916)
- Jamides philatus armatheus (Fruhstorfer, 1916)
- Jamides philatus athanetus (Fruhstorfer, 1916)
- Jamides philatus callinicus (Röber, 1886)
- Jamides philatus emetallicus (Druce, 1895)
- Jamides philatus fasciatus (Ribbe, 1926)
- Jamides philatus osias (Röber, 1886)
- Jamides philatus stresemanni (Rothschild, 1915)
- Jamides philatus subditus (Moore, 1886)
- Jamides philatus telanjang (Doherty, 1891)